# George Downing
Sir George Downing, 1.er baronet (Dublín, ca. 1625-Cambridge, ca. 19 de julio de 1684) fue un predicador, soldado, estadista, diplomático y espía anglo-irlandés, por quien la calle de Downing Street, en Londres, fue nombrada. Como secretario del Tesoro, se le acredita por la institución de reformas importantes en las finanzas públicas. Su influencia fue importante en el paso de los Actas de Navegación mercantilistas. Las Actas fortalecieron el poderío naval y comercial de Inglaterra, contribuyendo así a la seguridad del Estado inglés y su capacidad para proyectar su poder en el exterior. 
Más que cualquier otro hombre, fue responsable de arreglar la adquisición de Nueva York de los holandeses, y su nombre figura en el nombre de otras dos calles, una en Greenwich Village y la otra en Brooklyn.

## Biografía
Fue hijo de Emmanuel Downing, un barrister del Templo Interior en Londres; y de Lucy Winthrop, quienes se casaron en abril de 1622. Probablemente nació en Londres en 1625, mientras otros afirman que su lugar de nacimiento fue Dublín, cerca de 1624. Su madre era la hermana menor del gobernador de la bahía de Massachusetts, John Winthrop.
En 1636, fue educado en Maidstone, Kent. Su familia se reunió con Winthrop en América en 1638, residenciandose en Salem, Massachusetts. Downing acudió al Harvard College y fue uno de los nueve estudiantes de la primera clase, graduados de 1642. Fue contratado por Harvard como el primer tutor de la universidad. En 1645, navegó a las Indias Occidentales con esclavos a remolque, como predicador e instructor de marineros, y llegó a Inglaterra algún tiempo después, convirtiéndose en capellán del regimiento del coronel John Okey —quién originalmente había patrocinado la educación de Downing en América—.
Si bien la calle de Downing Street de Londres está nombrada en su honor, Downing College de Cambridge deriva su denominación de su nieto, sir George Downing, 3.er barón. El título se extinguió cuando el primo del 3.er barón, sir Jacob Downing, 4.º barón, murió en 1764.

### Muerte y familia

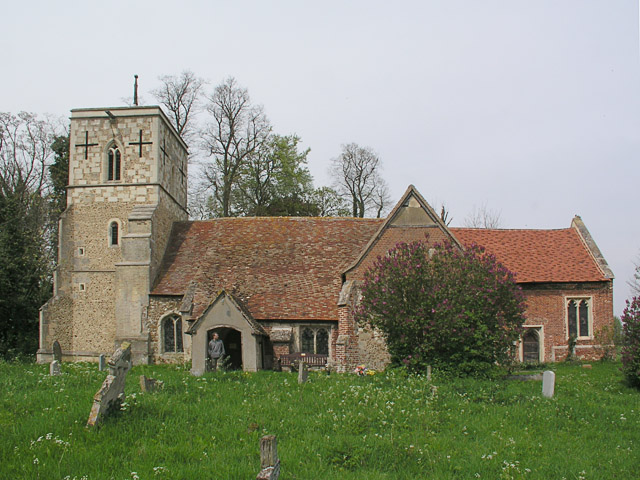
Downing fue enterrado en una bóveda que construyó la Iglesia de todos los Santos en Croydon, Cambridgeshire.

Su mujer, Frances, murió el 10 de julio de 1683, y él murió en Cambridge poco más de un año después, alrededor del 19 de julio de 1684, cuándo su voluntad fue probada, después de haber adquirido una fortuna sustancial. Fue considerado como el mayor terrateniente de Cambridgeshire —los críticos aseguran que amasó dicha fortuna en parte a través de su excepcional codicia con el dinero—. Fue sucedido en título por su hijo mayor, Sir George Downing, 2.º Barón. Tenía dos hijos más jóvenes, William y Charles, y cuatro hijas: